# Торінкаси
Торінка́си (рос. Торинкасы, чув. Торинкасси) — присілок у Чувашії Російської Федерації, у складі Сятракасинського сільського поселення Моргауського району.
Населення — 92 особи (2010; 93 в 2002, 150 в 1979; 186 в 1939, 129 в 1926, 120 в 1906, 116 в 1858). Національний склад — чуваші, росіяни.

## Історія
До 1866 року селяни мали статус державних, займались землеробством, тваринництвом, ковальством. 1930 року створено колгосп «Ленін». До 1926 року присілок перебував у складі Чувасько-Сорминської волостей Ядрінського, а до 1927 року — у складі Акрамовської волості Чебоксарського повіту. 1927 року присілок переданий до складу Татаркасинського, 1935 року — до складу Ішлейського, 1944 року — до складу Моргауського, 1959 року — до складу Сундирського, 1962 року — до складу Чебоксарського, 1964 року — повернутий до складу Моргауського району.